# Valentin Krempl
Valentin Krempl (n. 15 aprilie 1904, Rosenheim, Regatul Bavariei, Germania – d. 31 decembrie 1945) a fost un bober ce a reprezentat Reichul German, medaliat olimpic. A participat la o ediție a Jocurilor Olimpice (1928) în care a câștigat o medalie de bronz.

## Participări
Lista de mai jos prezintă principalele competiții la care a participat Valentin Krempl de-a lungul carierei.
- Olympische Winterspiele 1928/Bob[*]